# New York Skyliners
I New York Skyliners furono un club calcistico statunitense di New York che ebbe una vita estremamente breve: nato nel 1966 si sciolse, infatti, nel gennaio 1968 dopo aver disputato la stagione d'esordio della United Soccer Association.

## Storia
La squadra disputò l'unica edizione del campionato dell'United Soccer Association, lega che poteva fregiarsi del titolo di campionato di Prima Divisione su riconoscimento della FIFA, nel 1967: quell'edizione della Lega fu disputata utilizzando squadre europee e sudamericane in rappresentanza di quelle della USA, che non avevano avuto tempo di riorganizzarsi dopo la scissione che aveva dato vita al campionato concorrente della National Professional Soccer League; la squadra di New York fu rappresentata dagli uruguaiani del Cerro. I Skyliners non superarono le qualificazioni per i play-off, chiudendo la stagione al quinto posto della Eastern Division.
La stagione seguente, la prima della neonata NASL, non vide ai nastri di partenza i Skyliners, sostituiti dai concittadini del New York Generals, provenienti dalla NPSL.